# Justinus Pedro Johannes Gewin
Mr. Justinus Pedro Johannes Gewin (Delden, 18 september 1880 – 's-Gravenhage, 4 mei 1965) was een jurist, genealoog en waarnemend secretaris van de Hoge Raad van Adel.

## Biografie
Gewin werd geboren in het patriciaatsgeslacht Gewin als zoon van de arts en gemeenteraadslid Marinus Gewin (1839-1911) en diens tweede echtgenote Berendina Antonia Mellink (1843-1918). Hij trouwde met Imène Abrahamine Eliza Storm de Grave (1897-1966), lid van de familie Storm de Grave uit welk huwelijk geen kinderen werden geboren.
Na zijn studie rechten werd Gewin advocaat hetgeen hij tientallen jaren zou blijven. In 1942 werd Gewin benoemd tot waarnemend secretaris van de Hoge Raad van Adel hetgeen hij zou blijven tot 1945 toen hij werd opgevolgd door de eveneens waarnemend secretaris mevrouw J.H.G. Meihuizen-Landré. Hij publiceerde met name over middeleeuwse geschiedenis en middeleeuwse genealogie. Hij overleed onverwacht in 1965 en zijn voorganger als secretaris van de raad, prof. mr. Johan Philip de Monté ver Loren, wijdde aan hem een kort 'In memoriam'.